# Рак, Нико
Ни́ко Рак (хорв. Niko Rak; родился 26 июля 2003, Шибеник) — хорватский футболист, полузащитник клуба «Коньяспор».

## Клубная карьера
Уроженец Шибеника, Нико является воспитанником футбольной академии одноимённого клуба. 28 августа 2020 года дебютировал в основном составе «Шибеника», выйдя на замену в матче Первой хорватской футбольной лиги против «Горицы». 7 августа 2021 года впервые вышел в стартовом составе «Шибеника» в матче против клуба «Славен Белупо».
В марте 2023 года Нико Рак подписал контракт с турецким клубом «Коньяспор».

## Карьера в сборной
Выступал за сборные Хорватии до 16, до 17 и до 19 лет.